# Platz der Vereinten Nationen
La Platz der Vereinten Nationen (en français : Place des Nations unies) est une place dans le quartier de Friedrichshain à Berlin en Allemagne. Elle comprend à la fois des espaces verts et des bâtiments périphériques. La Landsberger Allee la traverse dans le sens ouest-est. Au nord et à l'est, la place est délimitée par la Friedenstraße, et au sud  par la Lichtenberger Straße / Palisadenstraße. Elle porte le nom de l'Organisation des Nations unies.
Après la Seconde guerre mondiale, on dégage les ruines des bâtiments résidentiels, et la place est d'abord nommée Leninplatz, en l'honneur du dirigeant soviétique Lénine. Lorsqu'une ancienne zone de décombres à l'ouest de la place et à l'est de Büschingplatz doit devenir un nouveau quartier résidentiel, il est décidé en 1968 de déplacer la place. Son centre est alors le monument Lénine qui y est érigé.

## Histoire
La place trouve son origine dans la Landsberger Tor, qui existait jusqu'en 1863, au bout de la Landsberger Strasse. Après le démantèlement de la porte, la place est nommée Landsberger Platz en 1864. Les bâtiments au sud du Volkspark Friedrichshain ont subi des dommages particulièrement lourds pendant la Seconde Guerre mondiale. Deux montagnes de gravats apparaissent dans le parc. La Landsberger Platz, qui a été nettoyée par de nombreux volontaires en 1950, est rebaptisée Leninplatz en 1950. Dans les années 1960, d'autres démolitions ont eu lieu dans la zone entre Friedrichshain et Alexanderplatz. À l'occasion du centième anniversaire de Lénine, un tout nouveau quartier est construit en 1970, avec une Leninplatz redessinée comprenant une partie de l'ancienne Büschingplatz. La place est dominée par un imposant monument Lénine en granit rouge poli. La place est encadrée par des bâtiments préfabriqués incurvés, dont l'un des plus hauts immeubles résidentiels de Berlin-Est.
La place a donc porté différents noms :
- Landsberger Platz (1864 à avril 1950)
- Place Lénine (avril 1950 à mars 1992)
- Place des Nations unies (depuis mars 1992)

## Réorganisation en RDA

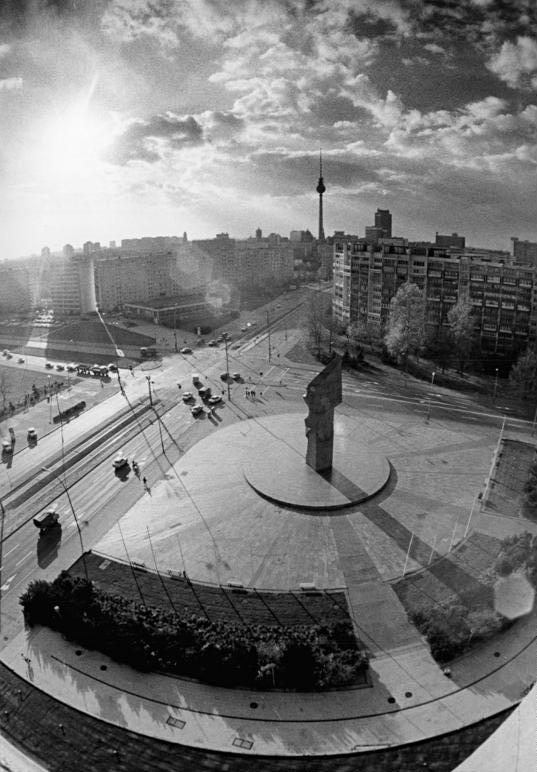
Place Lénine avec monument Lénine et bâtiments résidentiels, 1988

### Plans de restructuration
Le 31  janvier 1967, le bureau politique du SED annonce un concours pour la refonte de la place. Le projet gagnant d'Hermann Henselmann est mis en œuvre par un collectif autour de Heinz Mehlan. La première pierre est posée en présence de Walter Ulbricht et du maire de Berlin-Est Herbert Fechner le 7 novembre 1968.
Le réaménagement de la place ne doit pas seulement créer une nouvelle partie du centre-ville socialiste. Il convient également de montrer que la construction en  préfabriqué peut également créer des formes d'expression individuelles. Dans l'ensemble, les bâtiments résidentiels sont construits à différentes hauteurs avec un total d'environ 1250 appartements. La place est l'un des exemples remarquables de développement urbain socialiste en RDA.
La partie appelée « complexe résidentiel Leninplatz » (sans le côté sud-ouest) est sous protection des monuments et inscrite sur la liste des monuments d'État de Berlin. De plus, les bâtiments individuels sont inclus séparément dans la liste des monuments. Le site n'a pas de numéro de maison 13. L'inauguration officielle de la place nouvellement conçue a eu lieu en même temps que l'inauguration du monument Lénine le 19 avril 1970.

### Bâtiments résidentiels

#### Tour de grande hauteur (numéros de maison 1/2)

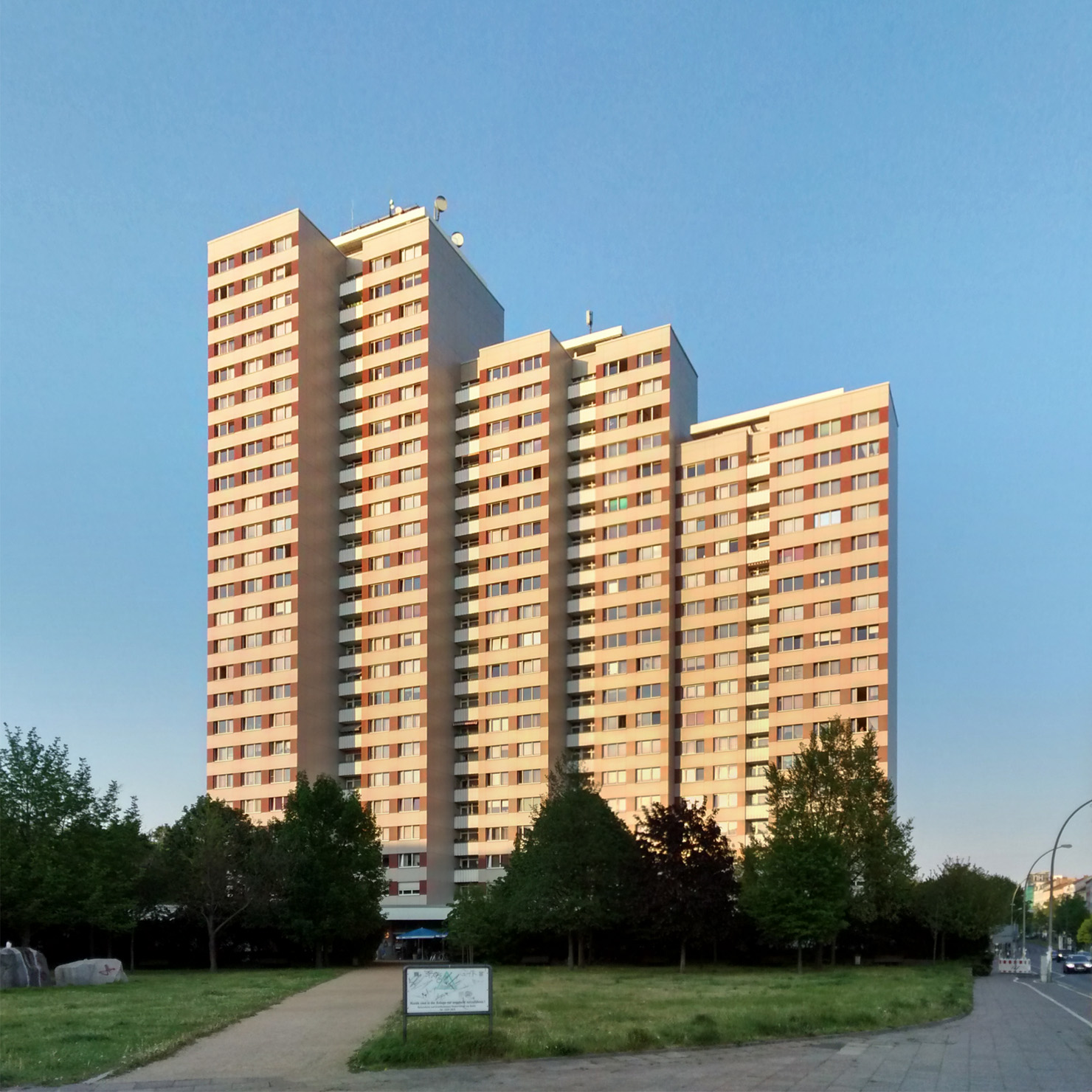
Tour de grande hauteur

Le bâtiment conçu par Heinz Mehlan à l'angle nord-est de la place mesure 75 mètres de longueur et comporte du nord au sud 25, 21 puis 17 étages. Le gratte-ciel dans sa construction à grands panneaux est un développement ultérieur du type WHH GT. Certains appartements possèdent un balcon. Le rez-de-chaussée du bâtiment de la tour forme une extension pour les commerces de proximité (restaurant, fleuriste, poste, etc. ). La zone d'entrée de la tour résidentielle est conçue de façon bien visible.

#### Bloc en U, également appelé "boomerang" (numéros de maison 3-12)

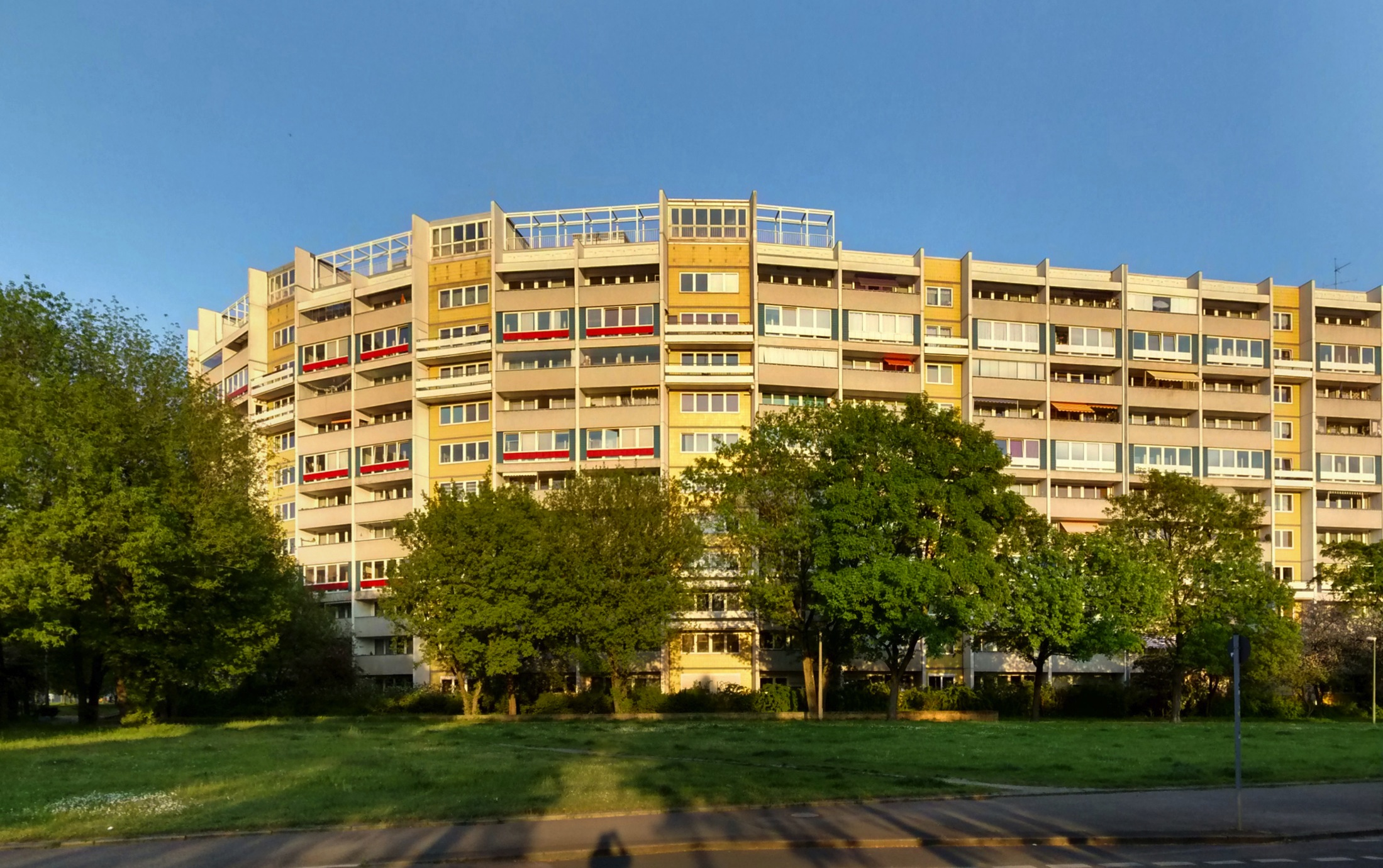
"Boomerang"

La maison a dix étages et est une modification du type préfabriqué P2 / 11 avec des extensions du type WBS 70 (numéros de maison 11 et 12, qui se distinguent clairement par leur conception de façade et étaient prêts à être occupés en 1987). Les numéros de maison 6 à 8 ont des éléments d'angle afin de ne perdre aucun espace de construction. Par conséquent, il existe des appartements avec des pièces trapézoïdales. En raison de sa forme, le bloc situé à l'angle sud-est de la place était populairement connu sous le nom de boomerang. Tous les appartements disposent d'un balcon donnant sur la place. Aux étages supérieurs, il y a des studios avec un cube de verre (studio) et une terrasse sur le toit. La palette de couleurs, qui était déjà inhabituelle pour les bâtiments préfabriqués à l'époque, doit être soulignée. Les murs et les garde-corps des loggias, en béton de granulats apparent, avaient un ton blanc de base et les côtés étaient en tôle émaillée bleue. Les loggias étaient vitrées tous les trois étages (4e, 7e et 10e étage). Les parois extérieures des coudes du bâtiment (éléments trapézoïdaux) sont revêtues d'un revêtement en céramique jaune. Les loggias vitrées ont reçu des parapets rouges. L'ensemble est rénové de 1994 à 1997.

#### Bloc vert (numéros de maison 15-22)
La maison a dix étages et est située à l'angle sud-ouest de la place. Il s'agit d'un bloc de type QP 71 (QP  = dalle transversale, désigne les murs porteurs de la structure en dalle, et 71 est l'année de la première construction). Seuls quelques appartements disposent d'un balcon (orienté sud), mais on a de très grandes baies vitrées dans les pièces à vivre. Le bâtiment avait à l'origine un revêtement en céramique verte.

#### Bloc S, également appelé « serpent » (numéros de maison 23–32)

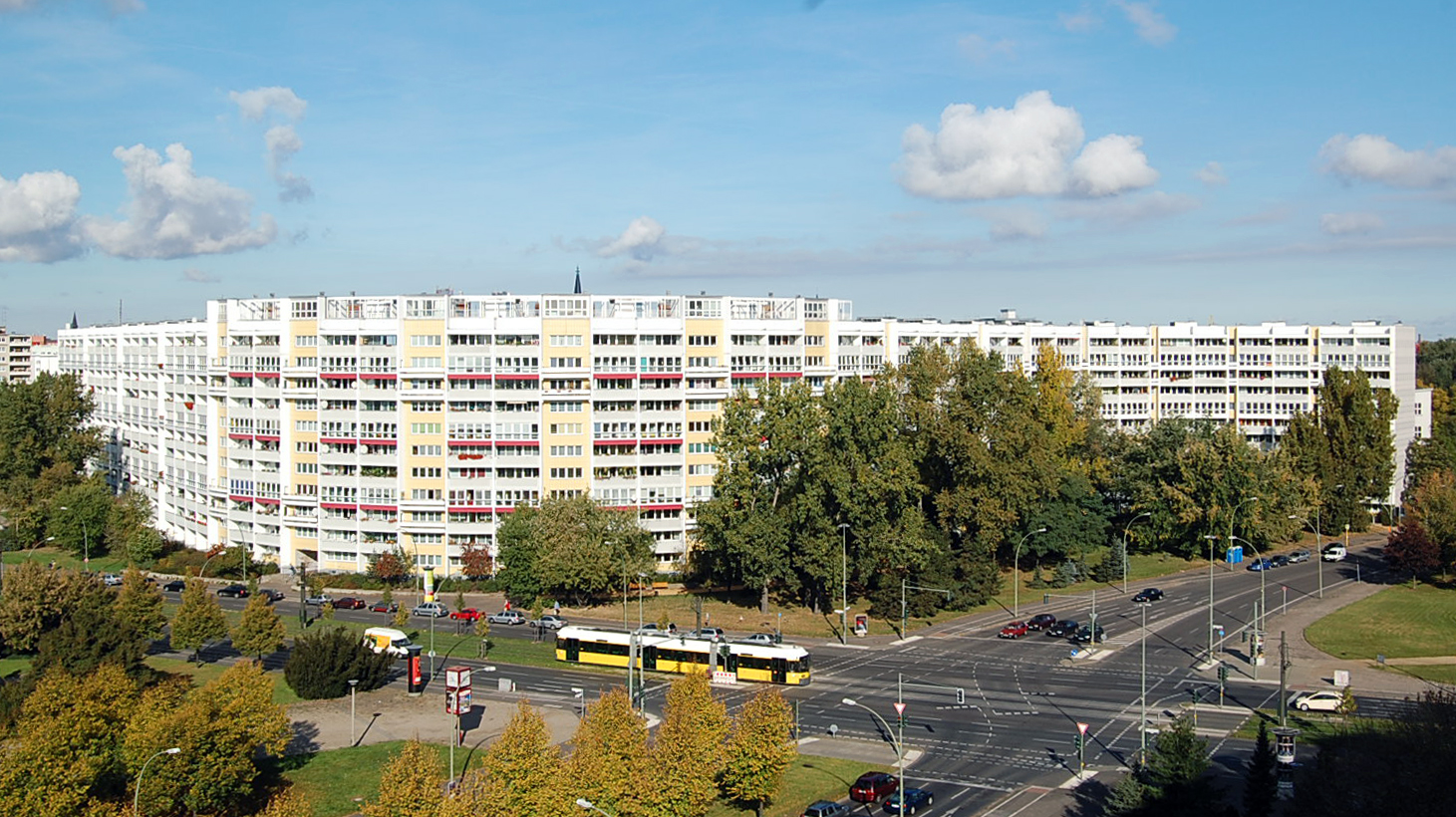
"Serpent"

Ce bâtiment de dix étages conçu par Wilfried Stallknecht est situé à l'angle nord-ouest de la place. C'est le même type de construction que le "boomerang" mais en forme de serpent ou de S. Au milieu de la courbe bordant le bord de la route il y a un passage pour piétons. Le bâtiment a 300 mètres de long. Tous les appartements - à l'exception des appartements du rez-de-chaussée - disposent d'un balcon donnant sur la place. Ici aussi, comme pour le « Boomerang », il y a des studios aux étages supérieurs. Les entrées de cette maison ont été conservées dans leur forme d'origine. La façade correspond à celle de la maison "Bumerang".

### Kaufhalle (maison numéro 14)

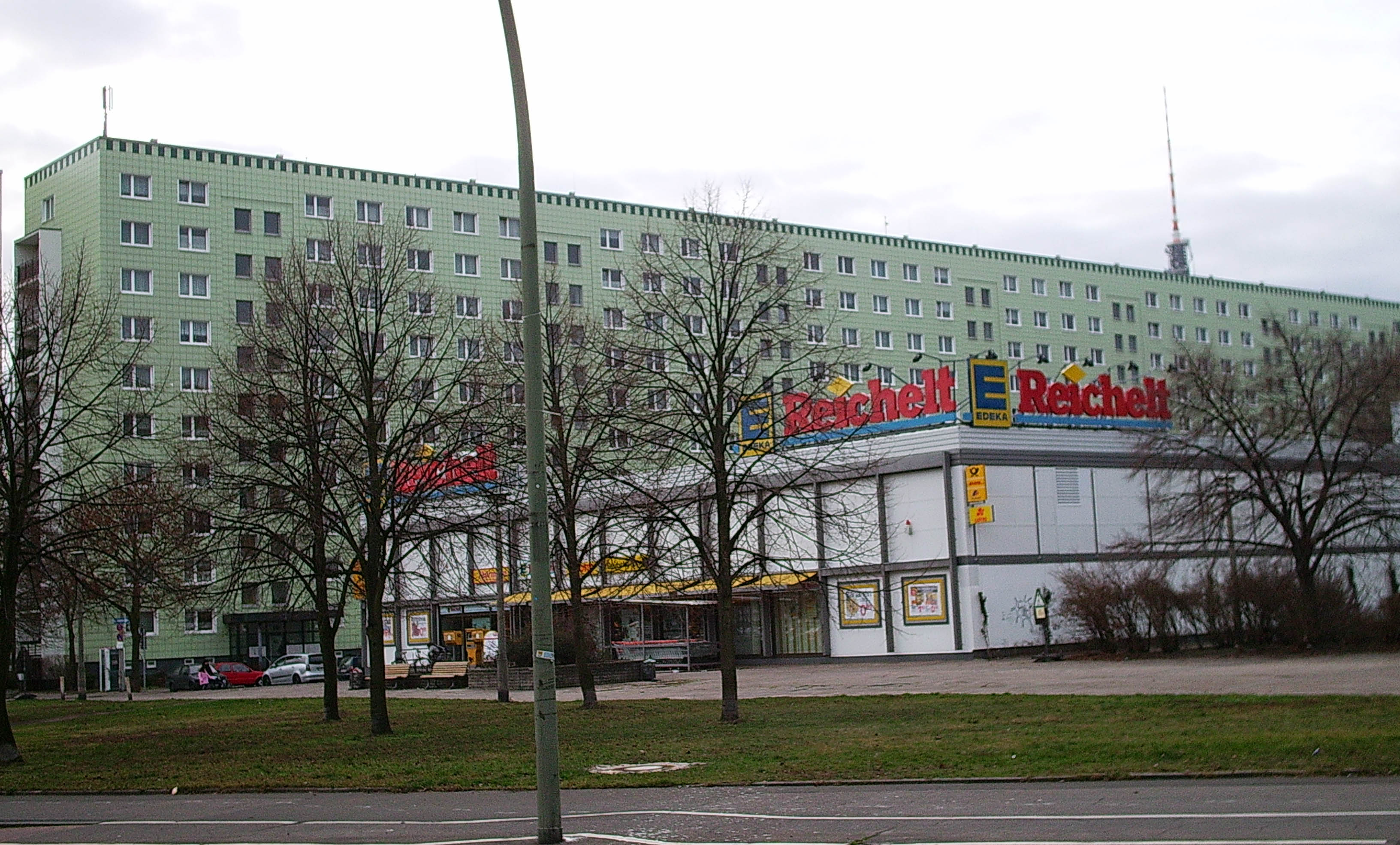
Bloc avec Kaufhalle (grand magasin)

Un grand magasin a été construit pour les nombreux nouveaux résidents juste à l'intersection sud-ouest. Il a une surface de vente de 1 100 m2 et se présente comme un plain-pied dans l'espace vert. Une fois achevé, il était considéré comme l'un des plus modernes de la RDA. Un bureau de poste et une boulangerie sont installés dans l'antichambre de l'actuel magasin Edeka. Le bâtiment lui-même n'a pas été modifié, seule la façade a reçu une isolation et des couleurs fraîches.

## Infrastructures

### Transport
La place a une position centrale et est relativement bien reliée au reste de la ville. Trois lignes de tramway (M5, M6, M8) et une ligne de bus (142) de la BVG traversent la place.

### Établissements scolaires et services
Un bâtiment scolaire et des crèches étaient à la disposition des habitants de la Leninplatz.
Dans la tour de grande hauteur, il y a un salon de coiffure et un restaurant. Du temps de la RDA, le restaurant Baïkal était un lieu gastronomique renommé.

## Monument de Lénine

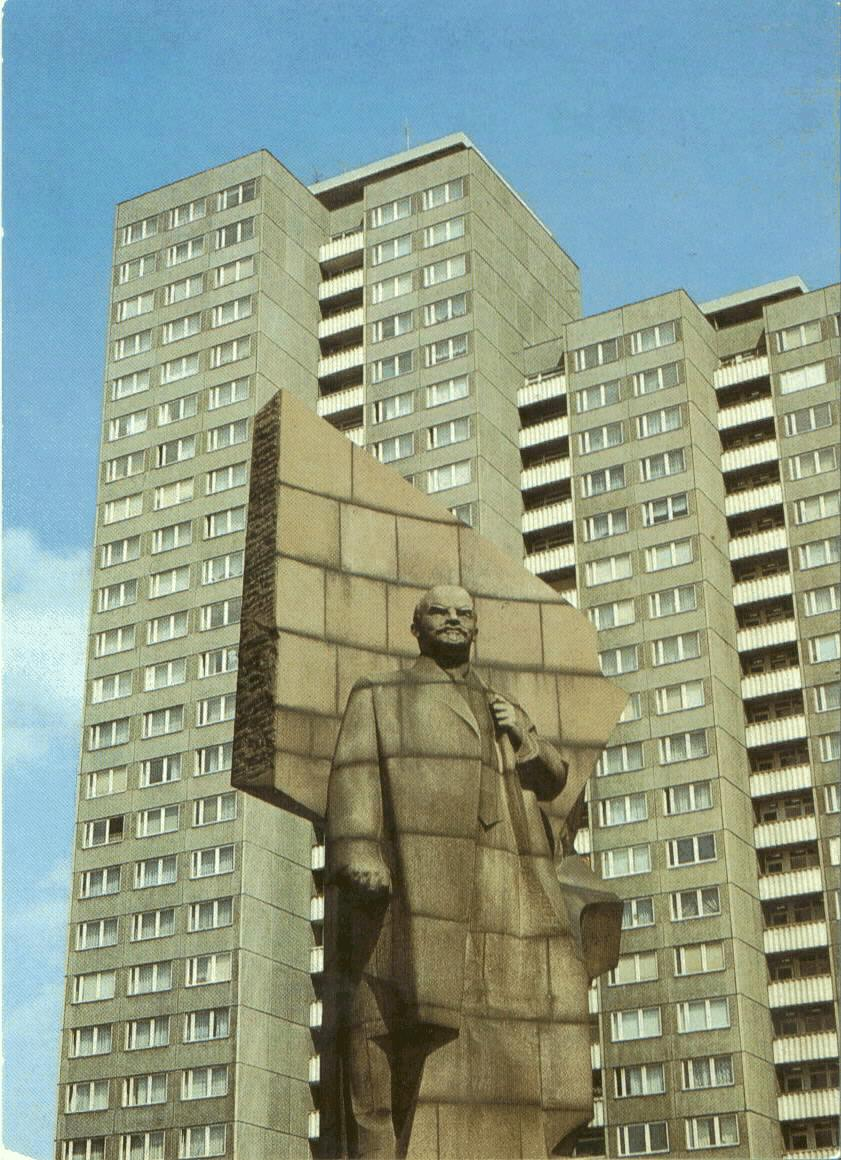
monument de Lénine

### Conception et installation
Le monument est conçu par Nikolai Tomski, président de l' Académie des arts de l'Union soviétique, au nom du gouvernement de la RDA et fabriqué par un collectif. Il est inauguré le 19 avril 1970 - trois jours avant le 100e anniversaire de Lénine - par le président du Conseil d'État, Walter Ulbricht. La cérémonie réunit environ 200 000 personnes, dont des représentants des pays frères socialistes, des délégations d'entreprises d'autres villes de la RDA et de nombreux Berlinois. Le monument de 19 mètres de haut reposait sur une base ronde de 26 mètres de diamètre. Il était fait de granit rouge ukrainien Kapustino. Tomski voulait un contraste avec les collines verdoyantes du Volkspark Friedrichshain du côté nord de la place. Hermann Henselmann avait initialement prévu un pavillon-bibliothèque à cet endroit sous la forme d'un drapeau rouge.

### Démolition

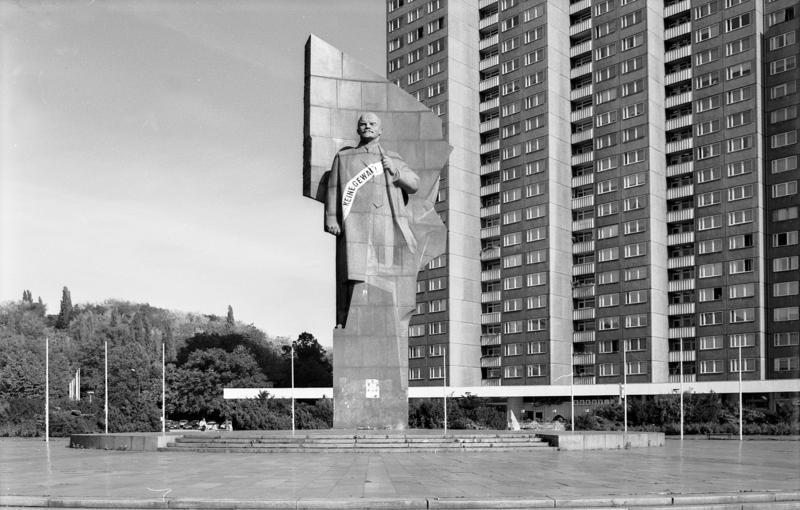
Monument Lénine avec l'inscription "Pas de violence", 1991

La réunion du conseil de district (BVV) du district de Friedrichshain décide en 1991 avec une majorité de 40 membre (13 ont voté contre) la démolition du monument. Le monument Lénine figurait sur la liste des monuments de la RDA depuis 1979. Le sénateur du développement urbain Volker Hassemer (CDU) l'a fait retirer de la liste des monuments après l'arrêté Friedrichshain. En signe de protestation, les habitants ont fondé l' initiative citoyenne' Lenindenkmal et ont manifesté contre la démolition car pour eux la statue faisait partie de l'ensemble de la place. La manifestation a été soutenue par des artistes et des politiciens. Les petits-enfants de Tomski, qui a conçu le mémorial, ainsi que les résidents locaux ont intenté une action contre le retrait - mais sans succès.
La démolition a commencé le 8 novembre 1991. Le 13 novembre, la tête de la statue est retirée, un élément relaté dans le film Good Bye Lenin!. La démolition de l'ensemble du monument a pris plusieurs mois jusqu'en février 1992. Les 129 parties du monument ont été enterrées dans une sablière sur Seddinberg près de Berlin-Müggelheim .

### La tête de Lénine
En juillet 2009, on a appris que la tête du mémorial de Lénine serait exhumée. Elle est depuis avril 2016 dévoilée dans une exposition permanente prévue avec d'autres monuments de la Siegesallee du Tiergarten à la Citadelle de Spandau.

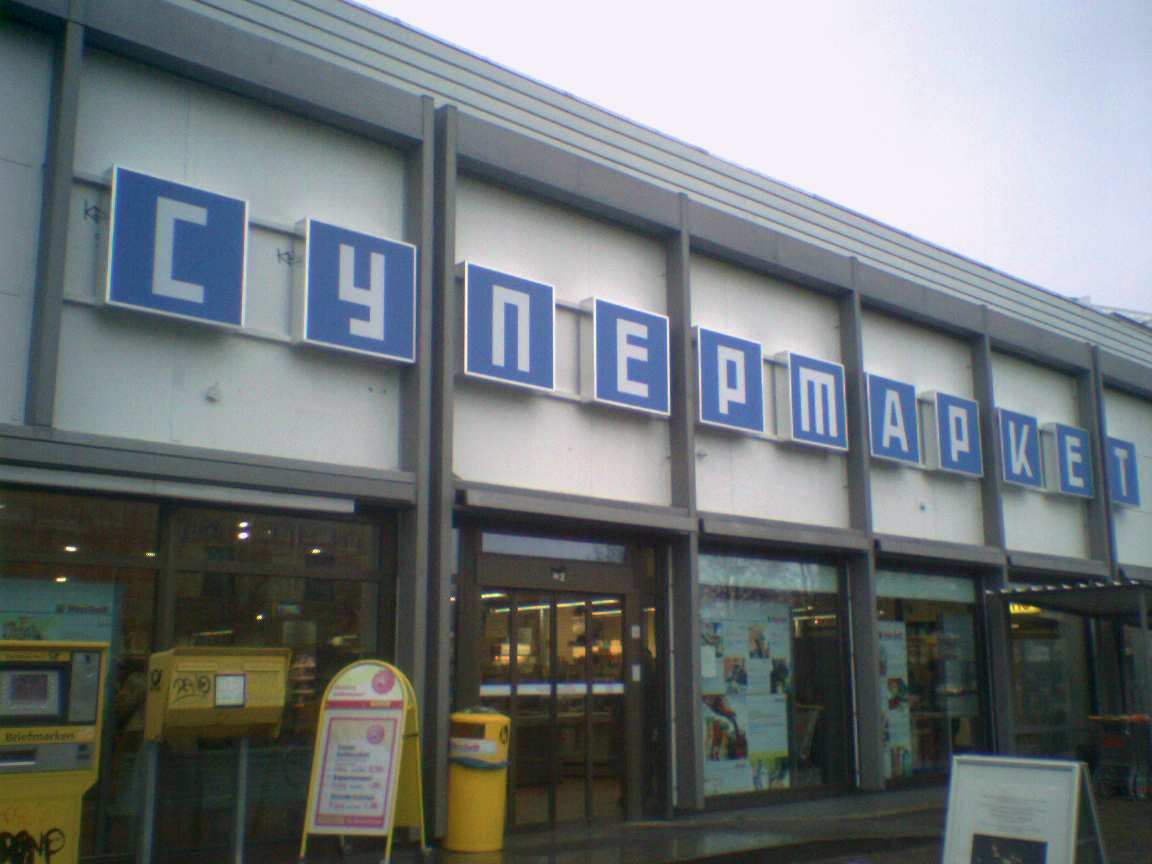
Affichage en cyrillique sur le grand magasin lors du tournage de La Vengeance dans la peau

## Dans les médias
Plusieurs scènes du film DEFA La Légende de Paul et Paula ont été tournées dans le bâtiment Kaufhalle.
Le tournage du clip de la chanson Weinst du ? du groupe Echt a eu lieu dans un studio et dans la cour du S-Block.
La scène d'ouverture du long métrage La Vengeance dans la peau a été tournée sur le S-Block et dans le grand magasin.